# Julián Mellado
Pour les articles homonymes, voir Mellado.
Julián Mellado est l'une des quinze municipalités de l'État de Guárico au Venezuela. Son chef-lieu est El Sombrero. En 2011, la population s'élève à 27 664 habitants.

## Géographie

### Subdivisions
La municipalité est divisée en deux paroisses civiles avec, chacune à sa tête, une capitale (entre parenthèses) :
- El Sombrero (El Sombrero) ;
- Sosa (Sosa).